# Mistrz Cité des Dames
Mistrz Cité des Dames – anonimowy iluminator i miniaturzysta francuski, czynny w latach 1400–1415 we Francji, prawdopodobnie głównie w Paryżu.
Jego przydomek pochodzi od iluminacji stworzonych dla manuskryptu, kopii dzieła francuskiej, pierwszej europejskiej pisarki Christine de Pisan pt. Cité des Dames.
Specjalizował się w ilustrowaniu manuskryptów o tematyce świeckiej, głównie historycznej m.in. dzieło Speculum historiale (Miroir de l’histoire) Wincentego z Beauvais. Jego styl charakteryzował się przestrzennymi scenami i podobnymi kolorystycznie postaciami o białych twarzach. Stylem nawiązywał do prac Mistrza Bedforda; współpracował z Mistrzem Mazarine oraz z Jacquemart de Hesdin z którym wykonał iluminacje do barcelońskich Godzinek z 1410 roku.

## Przypisywane iluminacje

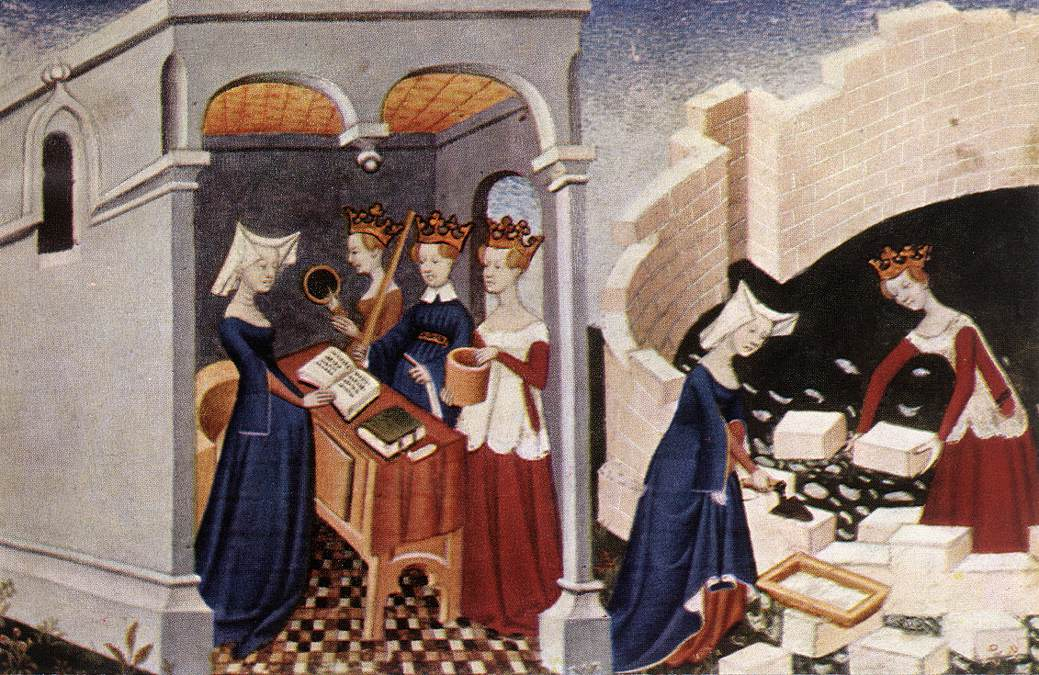
Iluminacja z manuskryptu La Cité des Dames